# Philaenus spumarius
Philaenus spumarius, també conegut com a cigala escumadora, és un hemípter de la família Aphrophoridae. És un insecte autòcton d'Europa, àmpliament distribuït per l'hemisferi nord. Destaca per ser el principal vector de la Xylella fastidiosa a Itàlia, Còrsega, les Illes Balears i el País Valencià.
L'adult amida aproximadament 5-6 mm de llargada i uns 2 mm d'ample, és triangular, té el cap ample i els ulls molt separats. Pot tenir moltes coloracions diferents, s'han descrit més d'una desena de formes, tres de les quals són les més habituals a Catalunya: typica, fasciata i marginella.
És univoltí (una generació anual). Els ous es desclouen al principi de la primavera, i les nimfes que n'emergeixen tenen molt poca mobilitat. Es desenvolupen agrupades sota la protecció d'una excreció escumosa de color blanc d'uns 5-10ml de volum, que popularment s'anomenen «escopinades de cucut», que s'acostuma a trobar a les ramificacions de les herbes, especialment de la família brassicàcies. Aquesta espuma protegeix les larves, que s'alimenten de la saba de la planta, dels depredadors i la meteorologia. Els adults emergiran entre l'abril i el maig, depenent de la temperatura, i aniran a cercar plantes llenyoses de les que alimentar-se, podent arribar a volar uns cent metres. A la tardor s'aparellen i ponen els ous entre la vegetació herbàcia.
P. spumarius actua com a vector de Xylella fastidiosa, però l'insecte no és pròpiament una plaga que afecti als cultius. La lluita no és només sobre el control de les poblacions sinó sobre la capacitat de transmissió del patogen. El bacteri es transmet quan les nimfes o els adults s'alimenten de plantes infectades (visiblement malaltes o asimptomàtiques) i seguidament, de plantes sanes. El bacteri no persisteix en les nimfes després de la muda ni es transmet als ous.